# Cape Wheeler
Cape Wheeler är en udde i Antarktis. Den ligger i Västantarktis. Argentina, Chile och Storbritannien gör anspråk på området.
Terrängen inåt land är platt. Havet är nära Cape Wheeler åt nordost. Trakten är obefolkad.